# Gabriela Bacher
Gabriela Bacher (* 14. Juli 1960 in Wien) ist eine österreichische Filmproduzentin.

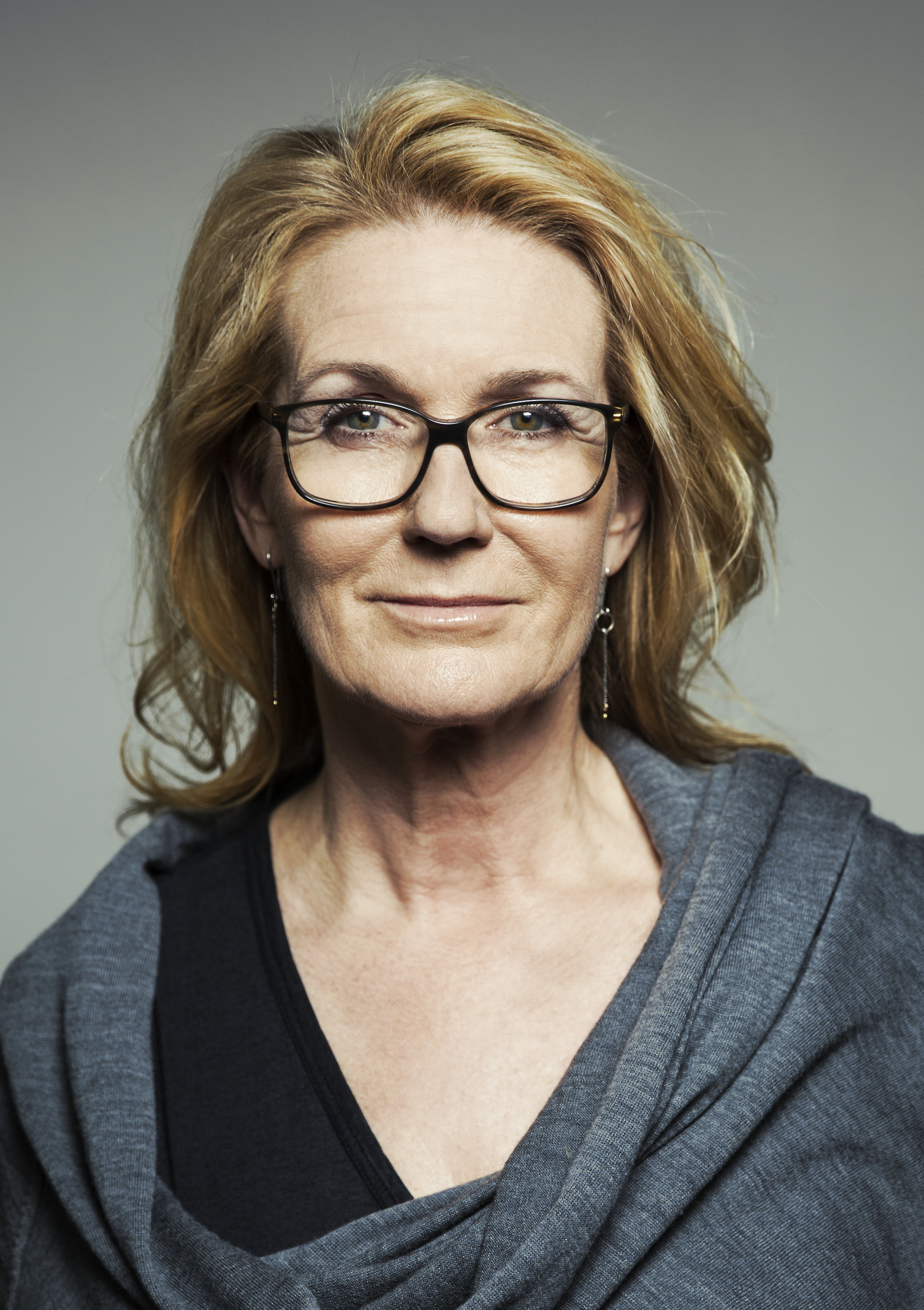
Gabriela Bacher, 2013

## Leben
Gabriela Bacher wurde als Tochter von Gerd Bacher geboren. 2001 wurde sie Geschäftsführerin der Motion Pictures GmbH.
Mit ihrer Produktionsfirma Primary Pictures produzierte sie die Mystery-Thriller-Serie Schnee (2023) mit Brigitte Hobmeier.

## Filmografie
- 2001: My Kingdom, Regie: Don Boyd
- 2007: Stellungswechsel, Regie: Maggie Peren
- 2008: Krabat, Regie: Marco Kreuzpaintner
- 2009: 13 Semester, Regie: Frieder Wittich
- 2011: What a Man, Regie: Matthias Schweighöfer
- 2013: Der Teufelsgeiger, Regie: Bernard Rose
- 2014: Coming In, Regie: Marco Kreuzpaintner
- 2015: Frankenstein – Das Experiment (Frankenstein)
- 2018: Siberia – Tödliche Nähe, Regie: Matthew Ross
- 2023: Schnee (Fernsehserie)